# STS-80
STS-80は、スペースシャトル・コロンビアにより行われたスペースシャトルのミッションである。1996年10月31日の打上げが予定されていたが、いくつかの理由により、11月19日に延期された。着陸も12月5日に予定されていたが悪天候のため2日間延期され、12月7日になった。
スペースシャトルとしてはこれまでで最長の17日と15時間53分のミッションとなった。
ジョーンズとジャニーガンによる2度の船外活動が予定されていたが、エアロックハッチの不具合により、どちらも中止された。

## 乗組員
- 船長 - ケネス・コックレル（3度目で最後の宇宙飛行）
- 操縦手 - ケント・ロミンガー（英語版）（2度目で最後の宇宙飛行）
- ミッションスペシャリスト1 - ストーリー・マスグレーブ（英語版）（6度目で最後の宇宙飛行）
- ミッションスペシャリスト2 - トーマス・デイヴィッド・ジョーンズ（英語版）（3度目の宇宙飛行）
- ミッションスペシャリスト3 - タマラ・E・ジャーニガン（4度目の宇宙飛行）

### 配席
| 座席 | 打上げ時     | 着陸時        | シート1-4はフライトデッキ、5-7はミッドデッキにある。 |
| S1   | コックレル   | コックレル    | シート1-4はフライトデッキ、5-7はミッドデッキにある。 |
| S2   | ロミンガー   | ロミンガー    | シート1-4はフライトデッキ、5-7はミッドデッキにある。 |
| S3   | マスグレーブ | ジャニーガン  | シート1-4はフライトデッキ、5-7はミッドデッキにある。 |
| S4   | ジョーンズ   | ジョーンズ    | シート1-4はフライトデッキ、5-7はミッドデッキにある。 |
| S5   | ジャニーガン | マスグレーブ* | シート1-4はフライトデッキ、5-7はミッドデッキにある。 |

着陸の際、マスグレーブは頭上の窓から大気圏再突入の様子を撮影するため、フライトデッキに留まった。

## ミッションハイライト
- このミッションでは、2つの人工衛星が展開され、任務が終わった後に回収された[1]。
- 飛行初日にOrbiting and Retrievable Far and Extreme Ultraviolet Spectrometer-シャトルパレット衛星 II (ORFEUS-SPAS II)が展開され[5]、16日目に回収された[6]。
- ウェークシールドファシリティ(WSF-3)は飛行4日目に展開され、3日後に回収された[1]。
- スペースシャトルの歴史の中で最長のミッションとなった.[7]。
- このミッションで、マスグレーブは、チャレンジャー、アトランティス、ディスカバリー、エンデバー、コロンビアの5つのスペースシャトルで飛行した唯一の人物となった[8]。
- マスグレーブは宇宙飛行回数の記録、最年長宇宙飛行の記録も樹立したが[1]、どちらの記録もその後更新された[9][10]。

## ペイロード

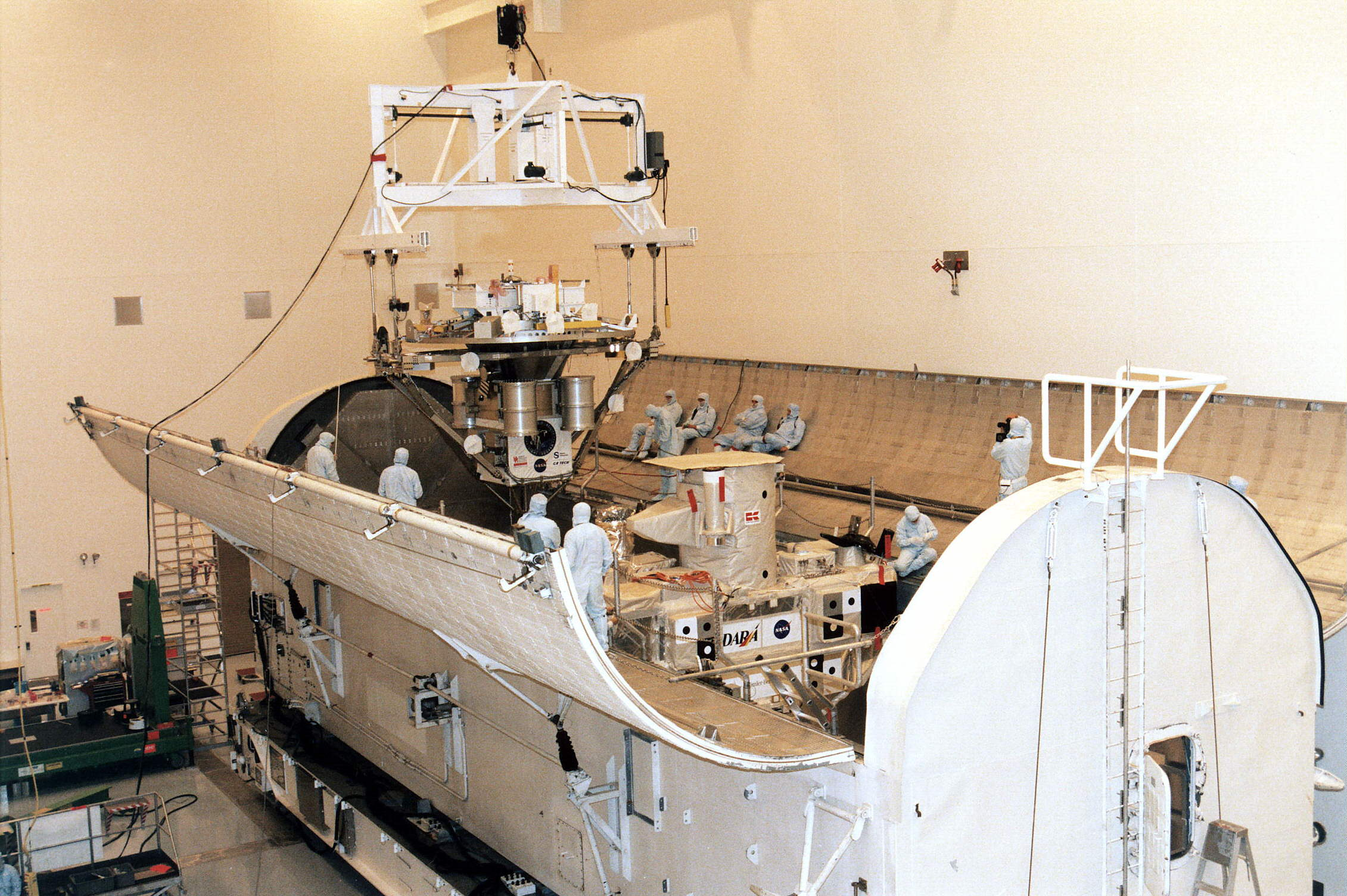
移動コンテナで打上げ準備されるペイロード。WSF-3とORFEUS-SPAS IIが見える。

コロンビアは、2つの自由浮遊人工衛星を運んだが。どちらも何度も宇宙を訪れていたものだった。また、2度の宇宙遊泳で様々な装置の試験が予定されていた。これらは、国際宇宙ステーション建設の準備に用いられた。ペイロードには、以下のようなものがあった。
- ORFEUS-SPAS II
  - 遠紫外線分光計 (FUV)
  - 極端紫外線分光計 (EUV)
  - 星間物質吸収プロファイル分光計 (IMAPS)
  - 表面効果サンプルモニター (SESAM)
  - ATVランデブー開発前プロジェクト (ARP)
  - ASTRO-SPASでの学生実験 (SEAS)
- ウェークシールドファシリティ (WSF-3)
- NIH-R4
- 宇宙実験モジュール (SEM)
- EVA開発飛行試験 (EDTF-5)
  - クレーン
  - バッテリー交換ユニット
  - ケーブル容器
  - Portable Work Platform
    - Portable Foot Restraint Work Station (PFRWS)
    - Temporary Equipment Restraint Aid (TERA)
    - Articulating Portable Foot Restraint

  - Body Restraint Tether (BRT)
  - Multi-Use Tether (MUT)
- Visualization in an Experimental Water Capillary pumped Loop (VIEW-CPL)
- Biological Research In Canister (BRIC)
- Commercial Materials Dispersion Apparatus Instrumentation Technology Associates Experiment (CCM-A)
  - Commercial MDA ITA Experiment (CMIX-5)

## 科学プロジェクト

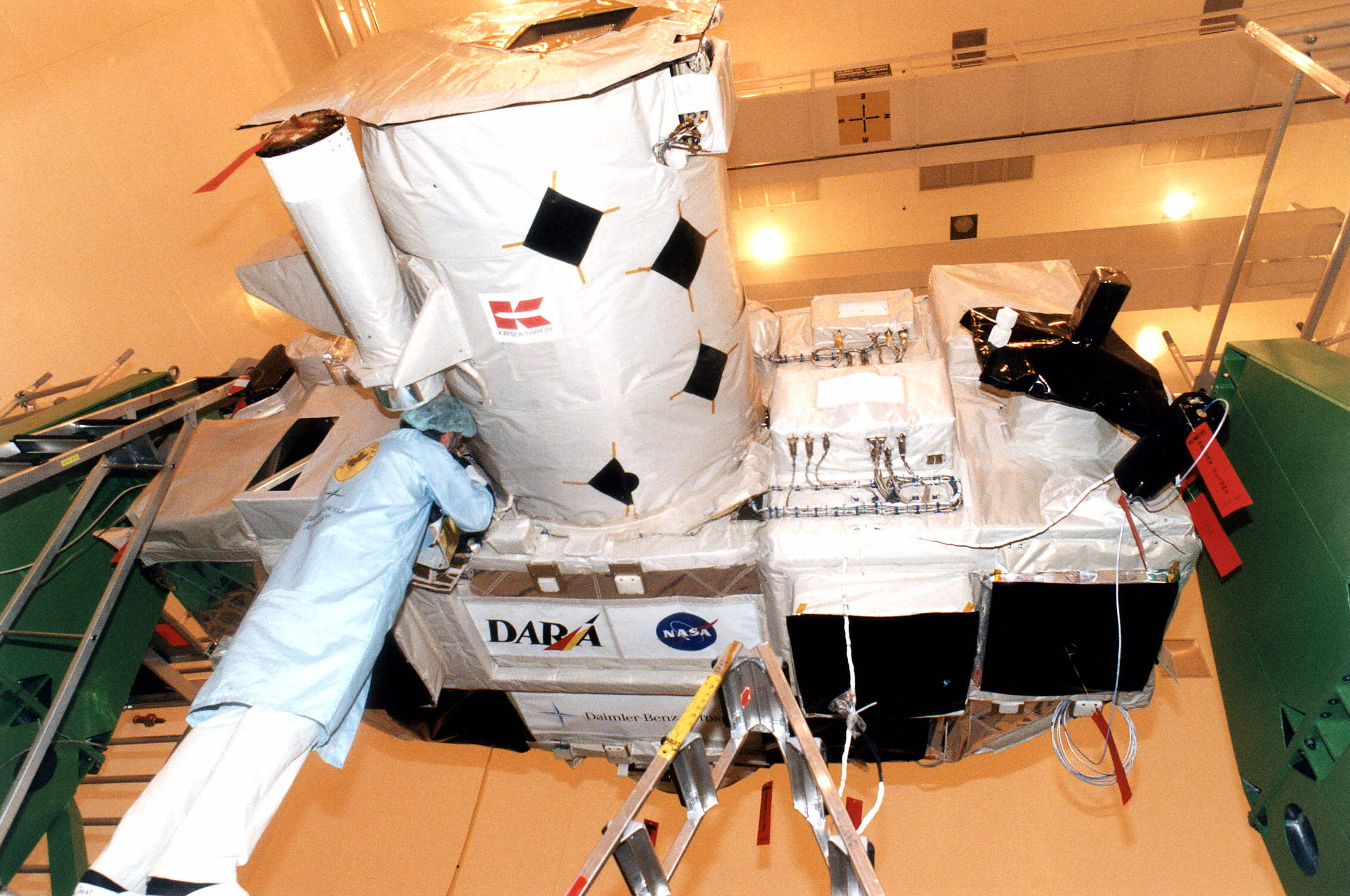
打上げ準備中のORFEUS SPAS

コロンビアは、2つの人工衛星を軌道に乗せ、しばらくしてから回収した。1つ目はORFEUS-SPAS IIで、遠紫外線と極端紫外線の2つの分光計を備えた望遠鏡がメインである。
もう1つの分光計であるInterstellar Medium Absorption Profile Spectrographも搭載された。天文学とは関係のないいくつかのペイロードが周りを取り巻いた。飛行中は問題なく稼働し、月から銀河外恒星、クエーサーまで、およそ150個の天体について422の観測を行った。ORFEUS-SPAS IIにとっては2度目の飛行であり、より感度の高い機器が用いられたため、一度目の時の約2倍のデータが得られた。
また、コロンビアからはウェークシールドファシリティ(WSF)が展開された。これは、高度な電子機器で用いるための半導体薄膜の生産を可能とするため、その背後に高度な真空を作り出すものである。WSFは、3日後にコロンビアのロボットアームによって回収されるまでに、7枚の薄膜を作った。ウェークシールドは、ヒューストン大学のSpace Vacuum Epitaxy CenterとSpace Industries, Inc.により設計・製造された。
他にはSpace Experient Module (SEM)があった。SEMは、選ばれた学生たちの実験を行うプロジェクトである。このプログラムの初飛行であった。実験の中には、宇宙空間での食物上での細菌の成長や宇宙での結晶成長、振り子に対する微小重力の影響の分析等があった。
NIH.R4は、アメリカ国立衛生研究所とオレゴン研究科学大学による実験で、循環器と血管狭窄に対する宇宙飛行の影響を試験するために設計された。Biological Research in Canister (BRIC)は、タバコとトマトの種子に対する無重力の影響を調査した。Visualization in an Expermental Water Capillary Pumped Loop (VIEW-CPL)は、宇宙船の熱管理に関する新しいアイデアを試験した。商業的なMDA ITA実験は、Information Technology Associatesがスポンサーし、高校や中学の生徒から提案された様々な実験を行うものである。

## ミッションの背景

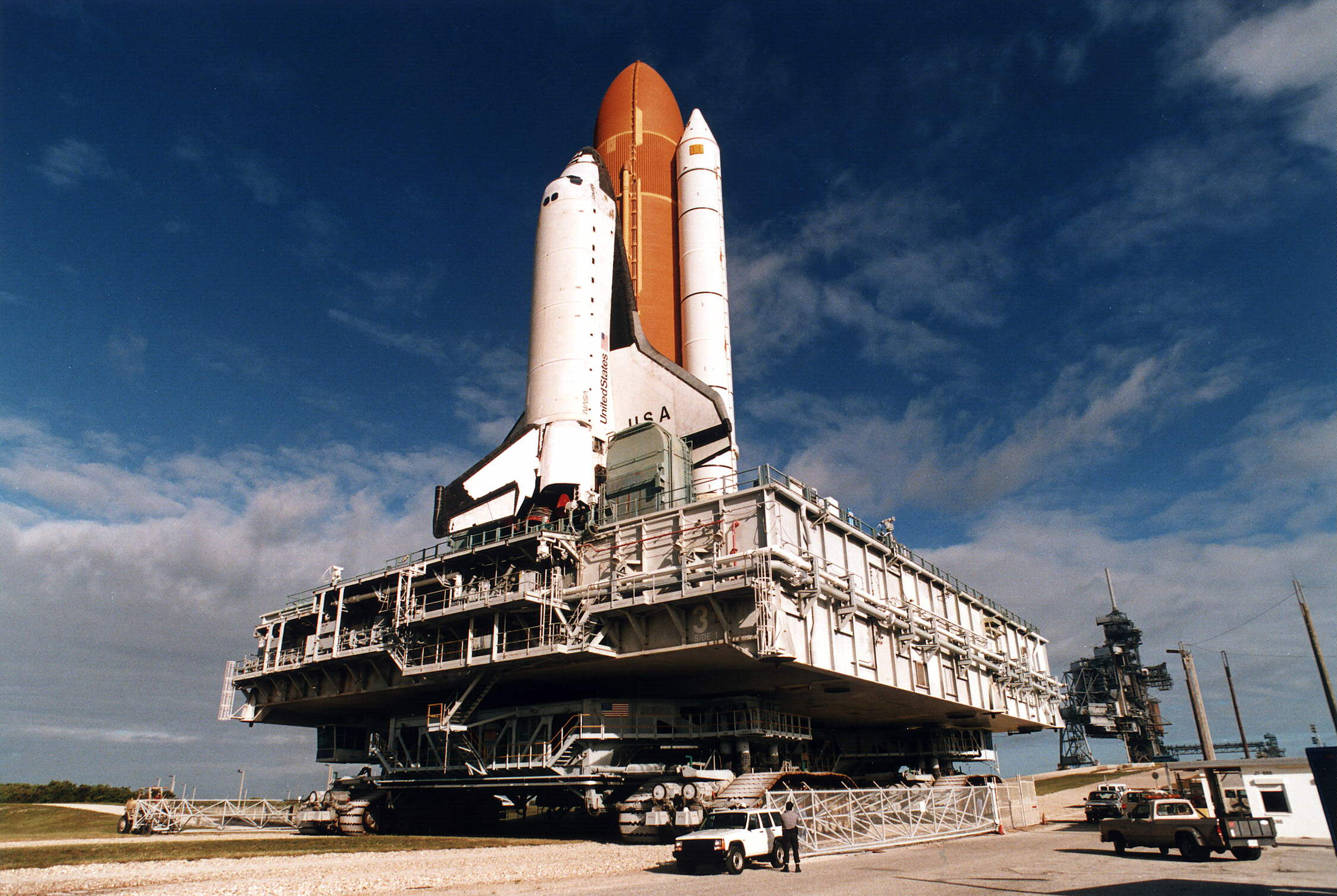
発射台上のコロンビア

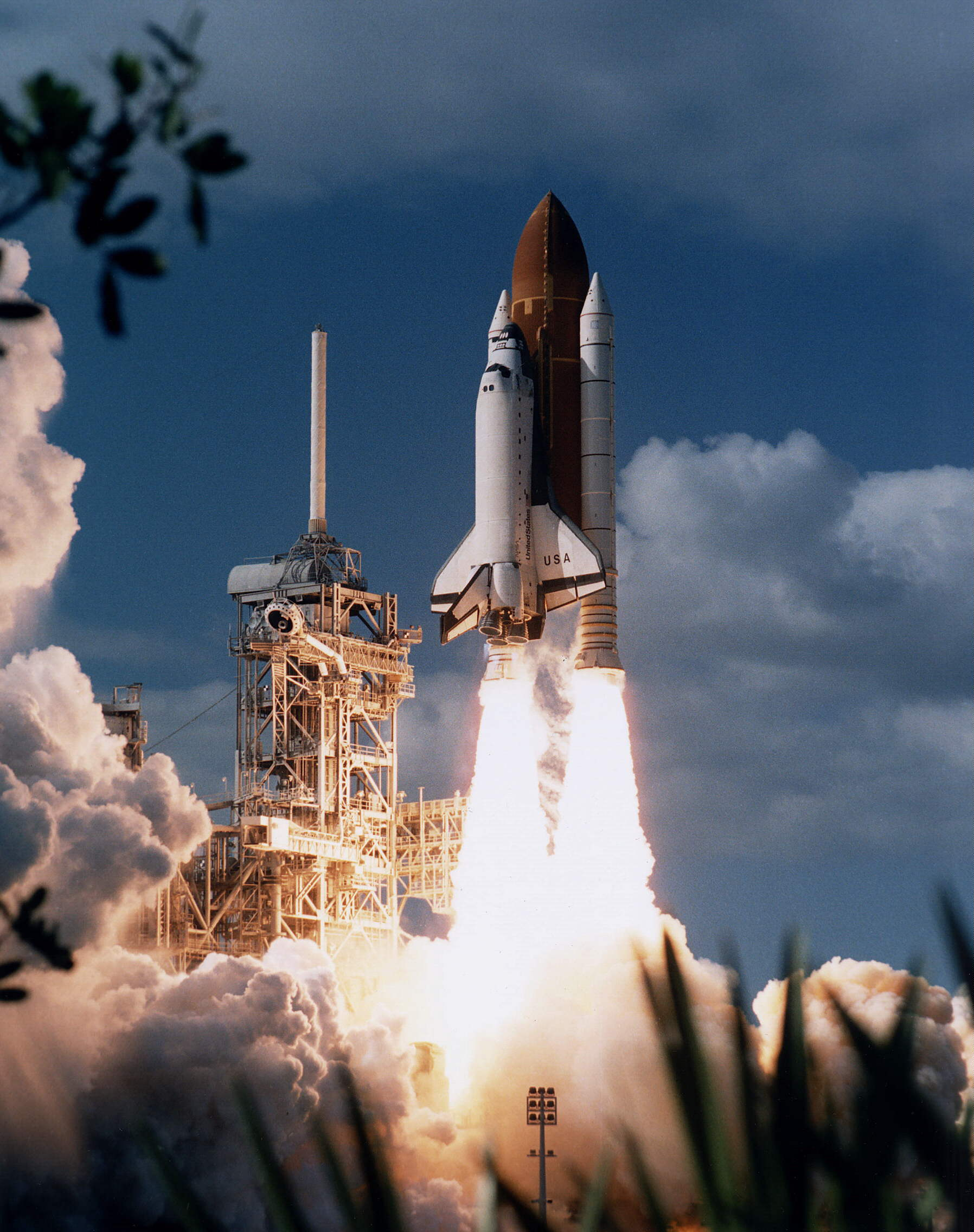
STS-80の打上げ

1996年1月17日にこのミッションに参加する宇宙飛行士が選出された。固体ロケットブースター(SRBs)への燃料注入は、9月9日に始まった。9月18日に、打上げ日は10月18日以降から11月8日に延期された。ペイロードのドアは、9月25日に閉じられた。翌日、スペースシャトル組立棟内で外部燃料タンクとSRBsが接続された
。
NASAが7回から8回の飛行後に破損することを懸念したNASAがオービタの2枚の窓を交換したため、その後の進捗は遅れた。10月9日には、最後の準備を始めるため、コロンビアはスペースシャトル組立棟に戻された。

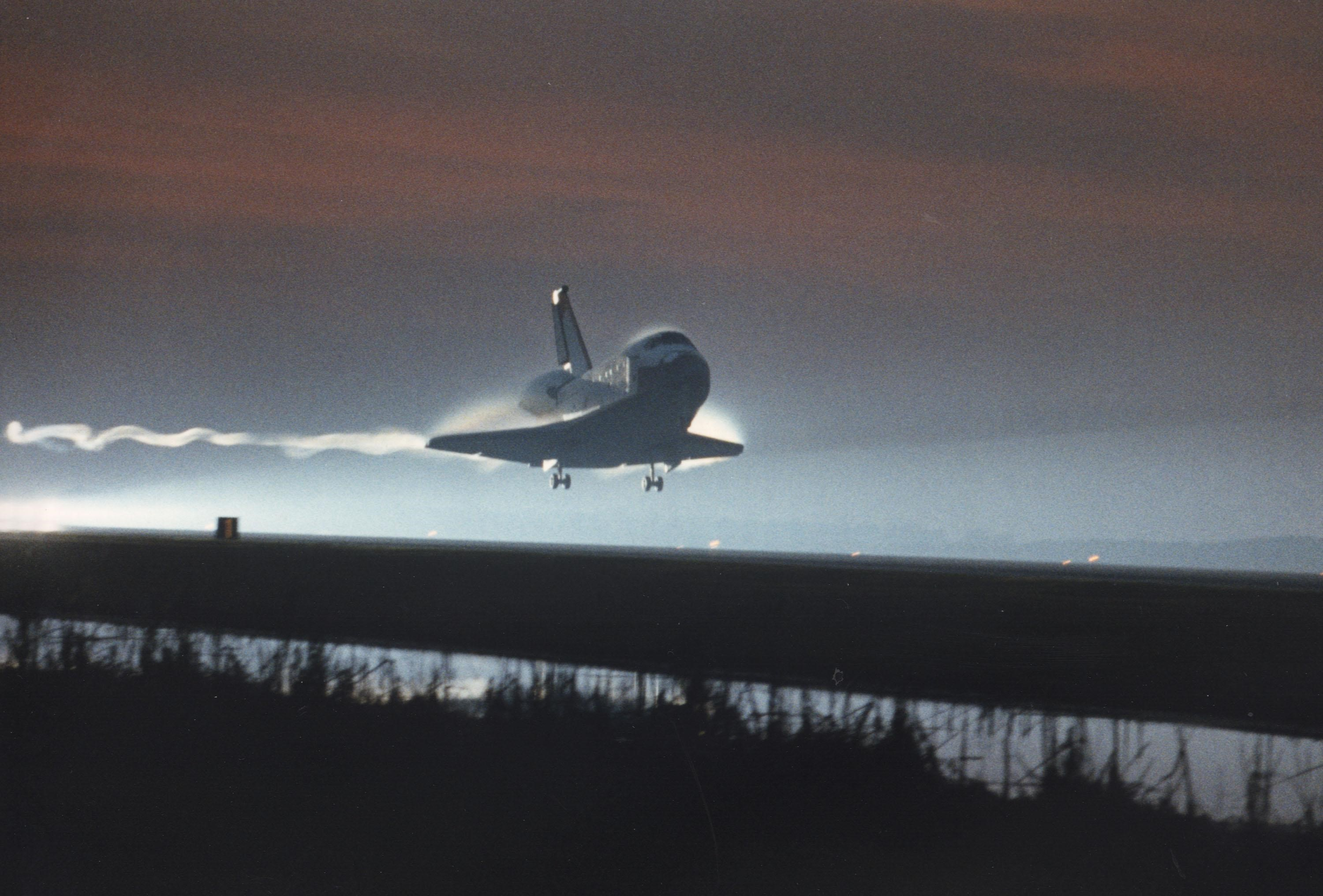
STS-80の着陸

10月11日、コロンビアと外部燃料タンクが接続され、ペイロードが運ばれた。10月16日に39B発射台に移され、その後、メイン推進システムの飛行準備のチェックが行われた.。
10月28日に飛行準備審査が行われた後、STS-79で生じたノズルの腐食のため再設計した固体ロケットモーターを分析するため、追加の飛行準備審査が要請された。29日、燃料ポンプが故障し、燃料注入が遅延した。11月4日に、ノズルの腐食の問題により、打上げが1週間遅れることが決まった。打上げ日は、2日前のアトラスの打上げが成功したらという条件付きで、11月15日に再設定された。悪天候のため、打上げはさらに11月19日まで延期された。

## 起床コール
NASAはジェミニ計画の際に、宇宙飛行士のために音楽をかける伝統を始め、アポロ15号ではこれが初めて起床の際に用いられた。各々の曲は、多くは宇宙飛行士の家族が特別に選んだもので、各々の乗組員にとって特別な意味のあるものか日々の活動に適したものである。
| 日     | 曲                               | アーティスト/作曲家      |
| ------ | -------------------------------- | ------------------------ |
| Day 2  | "恋のマジック・アイ"             | ザ・フー                 |
| Day 3  | "宇宙船XL-5のテーマ"             | バリー・グレイ           |
| Day 4  | "Roll With the Changes"          | REOスピードワゴン        |
| Day 5  | "Reelin' and Rockin'"            | チャック・ベリー         |
| Day 6  | "ロール・ウィズ・イット"         | スティーヴ・ウィンウッド |
| Day 7  | "Good Times Roll"                | カーズ                   |
| Day 8  | "Red Rubber Ball"                | Cyrkle                   |
| Day 9  | "Alice's Restaurant"             | Arlo Guthrie             |
| Day 10 | "サム・ガイズ"                   | ロバート・パーマー       |
| Day 11 | "チェンジズ"                     | デヴィッド・ボウイ       |
| Day 12 | "ブレイク・オン・スルー"         | ドアーズ                 |
| Day 13 | "ストレート・シューター"         | バッド・カンパニー       |
| Day 14 | "Stay"                           | ジャクソン・ブラウン     |
| Day 15 | "心の届かぬラヴ・レター"         | エルヴィス・プレスリー   |
| Day 16 | "ステイ・オア・ゴー"             | ザ・クラッシュ           |
| Day 17 | "私を愛したスパイ (曲)"          | カーリー・サイモン       |
| Day 18 | "Please Come Home for Christmas" | Sawyer Brown             |